# Minerva (Tosa de Mar)
Minerva es una escultura de Frederic Marès, situada frente al mar, en el municipio de Tosa de Mar, Cataluña (España). Se trata de una obra de dimensiones considerables, aproximadamente de unos cinco metros de altura, que tiene como materia prima el bronce. Forma parte del Inventario del Patrimonio Arquitectónico de Cataluña.

## Descripción
La diosa aparece representada con los atributos característicos de un guerrero, o una guerrera, con el casco, el escudo y la lanza. Su posición es muy estática y hierática, que sumado a los pliegues esquemáticos de su vestido, transmite al espectador una sensación inexpresiva de frialdad e intemporalidad.
La escultura se erige encima de un gran pedestal erecto construido con grandes sillares de piedra bien desbastados, en el que se ha fijado una placa de metal que lleva grabada la inscripción:

DIVA MINERVA
OCVLIS ARDENTIBVS
AURIBVS INTENTIS
MENTE ACUTA
PECTORE FERVIDO
EFRENATIS ARTIBV
IVRO OBSTESTORQUE VOS
ROMANI IBERIQVE RERVM
HVMANARVM SCIENTIAM
HOC INVENT MARE

## Historia

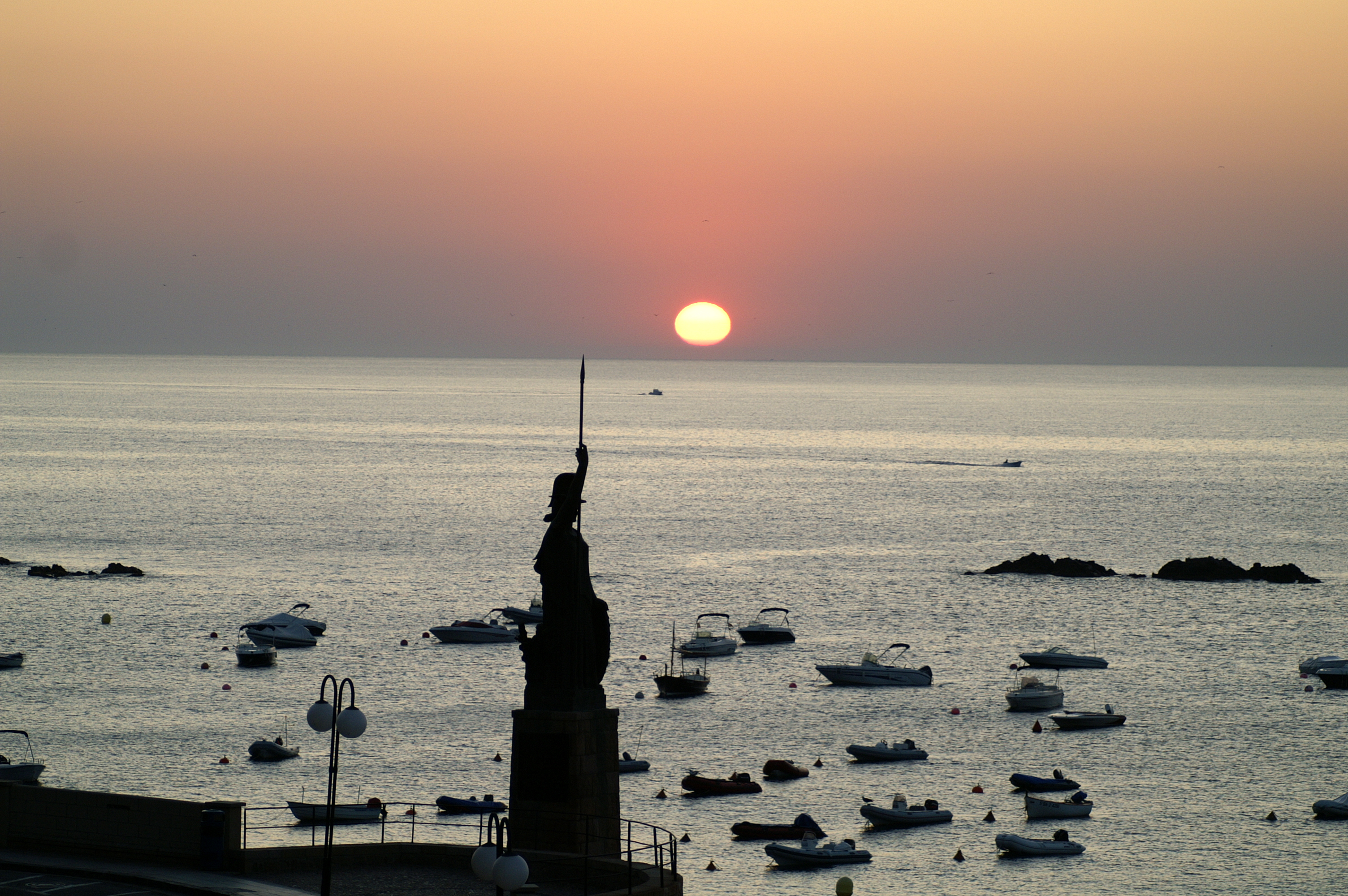
Minerva frente al puerto al amanecer

En 1970, en agradecimiento al ayuntamiento de Tosa de Mar por haberle dedicado una calle en el municipio, Frederic Marès mostró su disposición para obsequiar a la localidad con una obra suya. El proyecto inicial iba a ser un tribuno romano en homenaje a un tal Vitalis, propietario de la Villa Romana dels Ametllers en el siglo IV, cuyo nombre aparece un escudo de la villa, pero al fin se decidió por una escultura de la diosa Minerva.
La ubicación de la estatua generó en su día mucha polémica. Originalmente se contempló su emplazamiento en las rocas directamente por bajo de Sa Fisoleta, en la carretera de acceso al casco antiguo de Tosa, o Vila Vella (que culmina en el castillo de Tosa de Mar). Dicho plan originó una fuerte campaña popular en su contra alegando que su emplazamiento perjudicaría el perfil histórico y monumental de las murallas y el conjunto de la Vila Vella.
Es así como finalmente la Minerva se erigió al otro lado de la bahía de Tosa, en un pedestal en la primera glorieta del antiguo camino de la Mar Menuda (posteriormente Avenida de San Ramón de Peñafort). Este cambio de sentido, casi opuesto en relación con el litoral, explica que el rostro de la diosa no se vea bien desde la carretera. Sin embargo, la polémica ya estaba servida, y un par de días antes de su inauguración en 1979, la estatua fue objeto actos de vandalismo. El incidente estuvo a punto de provocar que el artista terminara por abortar el proyecto.